# Ostracion cubicus

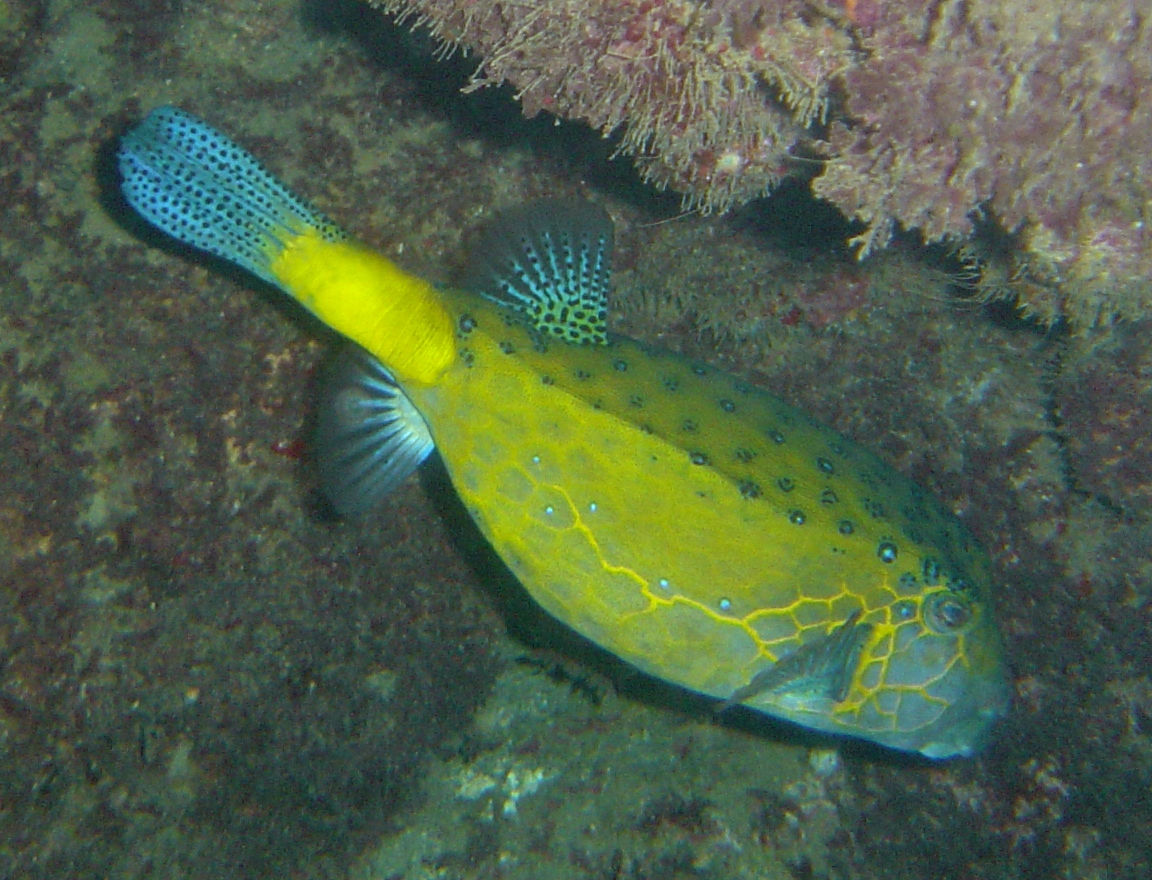
Exemplar de Guam (Illes Mariannes)

Ostracion cubicus és una espècie de peix de la família dels ostràcids i de l'ordre dels tetraodontiformes.

## Morfologia
- Els mascles poden assolir 45 cm de longitud total.[2]

## Alimentació
Menja algues, microorganismes, invertebrats (com ara, mol·luscs, esponges de mar, poliquets, crustacis i foraminífers) i peixos.

## Hàbitat
És un peix marí, de clima tropical i associat als esculls de corall que viu entre 1-280 m de fondària.

## Distribució geogràfica
Es troba des del Mar Roig i l'Àfrica oriental (incloent-hi la costa sud atlàntica de Sud-àfrica) fins a les Hawaii, les Tuamotu, les Illes Ryukyu i l'illa de Lord Howe.

## Costums
És un peix solitari.